# Struktura homodesmiczna
Struktura homodesmiczna – struktura nadcząsteczkowa, powstająca na skutek jednego rodzaju oddziaływań międzycząsteczkowych naraz.
Przykłady struktur i odpowiadających im oddziaływań:
- diament – wiązania kowalencyjne,
- krystaliczna sól kamienna – wiązania jonowe,
- metaliczna miedź – wiązania metaliczne.

Substancje krystalizujące w strukturze homodesmicznej charakteryzują się wyższą temperaturą topnienia niż analogiczne struktury heterodesmiczne.